# 克拉休基
49°35′27″N 30°19′15″E / 49.59083°N 30.32083°E
克拉休基（烏克蘭語：Красюки）是位於烏克蘭北部的村莊，由基辅州白采爾克瓦區的塔拉夏市鎮負責管轄。該村始建於1768年，面積0.51平方公里，海拔高度180米，2001年人口82，人口密度每平方公里160.8人。